# ハヤ☆ラジ!!
Webラジオ『ハヤテのごとく!!』 ハヤ☆ラジ!!（ハヤラジ）はアニメイトTVで配信されていたインターネットラジオ番組でアニメやグッズ情報やそれ関連の情報を中心に放送された。
同クールに放送されていたテレビアニメ『ハヤテのごとく!!』の連動した番組で、『ハヤコン』の後継番組である。

## 概要
- 2009年6月19日から2009年9月25日まで毎週金曜日配信。
- 2009年10月9日から2010年3月26日まで隔週第2・第4金曜日に変更。

前番組『ハヤコン』からの変更点
- 配信が月1回から週1回に変更（第1期以来/6月19日～9月25日）。
- 配信が月2回に変更（全期をとおして初めて/10月9日～）。
- パーソナリティが釘宮理恵から伊藤静に交代。
- 配信局が音泉とBEWEからアニメイトTVのみに変更。
- アーカイブスのストック（バックナンバー）は4回分まで。
- 最終回の配信は、2010年4月30日12時00分まで。

## パーソナリティー
- 白石涼子（綾崎ハヤテ役）
- 伊藤静（桂ヒナギク役）

## コーナー
ハム通信（ハム通）
パーソナリティー2人へのおたより（ふつおた）やフリートークをやるコーナー。
混ぜるな危険!
パロディが多い「ハヤテのごとく!!」の作品にちなんで、名作の名ゼリフを2つ以上混ぜて、新たなセリフを生み出すコーナー。
ある意味危険であるため、他者の作品には別の言い方に置き換えたり、著作権が厳しいアニメ（ガンダムなど）については一部SE音で伏せられることが多い。
また第5回から、オープニングの後とエンディングの前に、それぞれ1つずつ紹介されるようになった。
モノはいいようですね
ネガティブなニュアンスの言葉を2つ足して新たな呼び名考え、ポジティブにかっこよく言い換えるコーナー。
白皇学院・剣道部OG（オヤジギャグ）
オヤジギャクをリスナーが送り、パーソナリティがそれを読み対決します。白石派と伊藤派を応援するかを書くこと。3回勝負で対決する。ご褒美と罰ゲームがある。
#24のみバレンタイン企画でVDとなった。バレンタインに言われたいことを募集したところ、かなりの枚数が来たためかなり厳選された模様。ゲストの生天目は2Pのジャッジができる。なお、最後には、生天目もセリフを言ってくれる、おまけつき。
白皇学院ラストマン・スタンディング・マッチ（RSM）
いろいろなものにチャレンジし体力と学力を競うコーナー。ご褒美と罰ゲームがある。
あなたの生徒会自慢!
リスナーが自分の学校の自慢をするコーナー。　
すっごいバイト体験記!
バイトの体験記や珍しいバイトなどを語り合うコーナー。
ハヤテのごとく!! インフォメーション
関連グッズや最新情報などを紹介する。
プチプチ真剣勝負（#23 - #26）
＃23のゲストから始まった対決。いろいろなジャンルで競い合う。詳細は参照欄をご覧ください。
オレは、ヒナギクの誕生日をこんな風に祝いましたSP（＃26）
3月3日の『ヒナ祭り祭り』を終えて、リスナーから届いた「お祭りのレポート」を読むコーナー。
番組発商品開発コーナー「借金返済プロジェクト・白皇学院生徒会公認グッズ開発への道」（第1回～第16回）
リスナーが発案し、オリジナルグッズを作る夢の企画であり、この商品のスポンサーはムービック。開発する商品は目覚まし時計に決まり、登場キャラはヒナギクとハヤテ（ハーマイオニー）になった。セリフの数は、ハヤテ/ハーマイオニー2つ、ヒナギク2つ、掛け合いとなった。なお商品は、10月15日に発売され、予約は8月22日よりアニメイト他で予約できた。
アニメレビュー（第1回~第15回/奇数回のみ）
放送回数が奇数回に行うコーナー。パーソナリティーがアニメのついて熱く語り合う。裏ネタが聴けるかも…
おさらいクイズ（第1回~第15回/奇数回のみ　第19回・第20回・第27回）
アニメレビューの後に行うコーナー。パーソナリティーがアニメのクイズは重箱の隅ツッツキ系の問題（/マニアックなもの）で闘う。制限時間は30秒。問題数は3～5問で、ご褒美と罰ゲームがある。
第11回のみ、アトランダムに出題と範囲が広かった。これ以外は上記と同じ。理由は、2人曰く「作家の都合で、表向きはクイズ用に録画しておいた問題を消化するために、裏向きはHDに録画しているため、容量が多すぎて困っている」と言っている。第19回では、DJCD Vol.2から出題された、それを聴いていない人にはまったくわからない問題である。第20回では、伊藤の誕生日企画、第27回では、最終おさらいクイズと言ったものも登場した。
| 放送回数 | アニメレビューなど                | 勝者           | ご褒美                                             | 敗者           | 罰ゲーム |
| -------- | --------------------------------- | -------------- | -------------------------------------------------- | -------------- | --- |
| 第1回    | 第01話~第10話                     | 白石           | 一口饅頭                                           | 伊藤           | 次回予告をしながら腹筋20回                                                                                              |
| 第3回    | 第11話~第13話                     | 白石           | 『劇場版エヴァンゲリオン』の劇場鑑賞券（前売り券） | 伊藤           | 次回予告をしながら腕立て伏せを数回                                                                                      |
| 第5回    | 第14話・第15話                    | 白石&釘宮&伊藤 | ミルクキャラメルの大粒                             | 白石&釘宮&伊藤 | 次回予告をしながらスクワットを数回                                                                                      |
| 第7回    | 第16話・第17話                    | 白石           | 日清焼そばU.F.O.                                   | 伊藤           | 青汁を飲んだ後に満面な笑みを浮かべながら次回予告                                                                        |
| 第9回    | 第18話・第19話                    | 白石           | ハム                                               | 伊藤&高橋      | 自分の考える最も可愛いポーズをしながら次回予告                                                                          |
| 第11回   | 第20話・第21話                    | 白石           | 自分の家のネコが可愛いということでネコミミ         | 伊藤           | 夏の名残を惜しんで稲川淳二のコワイ話的に次回予告                                                                        |
| 第13回   | 第22話・第23話                    | 白石           | 喫茶「どんぐり」に掛けてコーヒー                   | 伊藤           | 宝塚の男役風に次回予告                                                                                                  |
| 第15回   | 第24話・第25話                    | 白石           | ポッキー                                           | 伊藤           | 中国のマジシャン風に言いながら次回予告                                                                                  |
| 第19回   | DJCD第2巻                         | 伊藤           | ハヤテの誕生日にちなんで苺ケーキ                   | 白石           | ヒンズースクワットをしながら次回予告                                                                                    |
| 第20回   | 伊藤静の誕生日にちなんだもの      | 伊藤           | サンタブーツに入っているお菓子                     | 白石           | 忠臣蔵赤穂浪士の大石内蔵助のマネしながら次回予告                                                                        |
| 第27回   | 卒業SP ハヤ☆ラジ!! おさらいクイズ | 伊藤           | 卒業&卒業証書、桜のマドレーヌ                      | 白石           | 落第/退学、卒業式の後に桜の木の下に憧れの先輩を呼び出した後輩女子みたく、相方パーソナリティに対して胸キュンキュンに告白 |

### コーナーの対戦結果
| 放送回数 | コーナー名 （内容） | 勝者       | ご褒美                                           | 敗者 | 罰ゲーム                                                   |
| -------- | ------------------- | ---------- | ------------------------------------------------ | ---- | ---------------------------------------------------------- |
| 第4回    | OG                  | 白石       | アニメ第13話にちなんでクッキー                   | 伊藤 | 天の声のマネをし次回予告                                   |
| 第6回    | RSM（ダンス）       | 伊藤       | 下田温泉にちなんで「涼」という入浴剤             | 白石 | コテコテの大阪弁で次回予告                                 |
| 第12回   | OG                  | 白石       | スポンジがピンク色（桃）のバースデーケーキ       | 伊藤 | 空気イスをして、ヨクスベール（ラムネ）を食べながら次回予告 |
| 第14回   | RSM（腕相撲）       | 伊藤       | お祭りで買ってきたたこ焼き                       | 白石 | エア縄跳びをしながら次回予告                               |
| 第17回   | RSM（イントロQ）    | 伊藤       | パッキー                                         | 白石 | 新婚ホヤホヤ奥さん風に次回予告                             |
| 第18回   | OG                  | 伊藤       | ハヤテのごとく！第21巻と神のみぞ知るセカイ第6巻  | 白石 | お相撲さん風に次回予告                                     |
| 第22回   | RSM                 | 白石       | 超豪華福袋（大量のお菓子）                       | 伊藤 | ハニカミながら可愛く次回予告                               |
| 第23回   | プチプチ真剣勝負    | 白石、矢作 | ハヤテのごとく第22巻の限定版と通常版             | 伊藤 | 保健室の先生のモノマネをしながら次回予告                   |
| 第24回   | VD                  | 白石       | チョコレート                                     | 伊藤 | 生天目と伊藤の去年旅行の時のメールを読むという次回予告     |
| 第25回   | プチプチ真剣勝負]   | 白石       | 祝OVA化 絶チル20巻                               | 伊藤 | ノリノリラップで次回予告                                   |
| 第26回   | OG                  | 白石       | ヒナのバースデーパーティーにちなんで、ひなあられ | 伊藤 | 普通に次回予告。（作家のネタ切れ）                         |

## 配信リスト・ゲスト
| 放送回数   | 配信日         | サブタイトル                                             | ゲスト                   | 備考                                                           |
| ---------- | -------------- | -------------------------------------------------------- | ------------------------ | -------------------------------------------------------------- |
| 第1回      | 2009年6月19日  | 世界の片隅で愛を語り合うラジオ                           | -                        | -                                                              |
| 第2回      | 2009年6月26日  | リスナーのネタはオレのもの                               | -                        | -                                                              |
| 第3回      | 2009年7月3日   | 大事なことだから2回言ってみた                            | -                        | -                                                              |
| 第4回      | 2009年7月10日  | きれいなお姉さんが言ってもOG（オヤジギャグ）             | -                        | -                                                              |
| 第5回      | 2009年7月17日  | くぎみーが、ラジオに、きたじょ?                          | 釘宮理恵（三千院ナギ役） | -                                                              |
| 第6回      | 2009年7月24日  | ハヤコイ☆リミテッド!!                                    | -                        | -                                                              |
| 第7回      | 2009年7月31日  | カゼとともに喋りぬ                                       | -                        | -                                                              |
| 第8回      | 2009年8月7日   | 夏とハヤテと私の×××                                      | -                        | -                                                              |
| 第9回      | 2009年8月14日  | 普通って言うなー!?                                       | 高橋美佳子（西沢歩役）   | スタジオ内には大量にスナック菓子があった。                     |
| 第10回     | 2009年8月21日  | 会議は踊る                                               | -                        | 「公認グッズへの道」スペシャル                                 |
| 第11回     | 2009年8月28日  | 毎日が夏休み･･････だった                                 | -                        | -                                                              |
| 第12回     | 2009年9月4日   | あなたにハッピーバースデー                               | -                        | -                                                              |
| 第13回     | 2009年9月11日  | 時計仕掛けのおれんち                                     | -                        | -                                                              |
| 第14回     | 2009年9月18日  | いつもポケットにPSP                                      | -                        | -                                                              |
| 第15回     | 2009年9月25日  | 俺たちの戦いはこれからだ!                                | -                        | -                                                              |
| 第16回     | 2009年10月9日  | 嵐が丘                                                   | -                        | -                                                              |
| 第17回     | 2009年10月23日 | 私の歌を聴いてみればいいと思うよ!                        | -                        | -                                                              |
| 第18回     | 2009年11月13日 | 噛みのみぞ知るセカイ                                     | -                        | -                                                              |
| 第19回     | 2009年11月27日 | 走れ☆ハヤ☆ラジ!?                                         | -                        | -                                                              |
| 第20回     | 2009年12月11日 | シズカ祭り祭り!                                          | -                        | 伊藤が12月5日で29歳の誕生日を迎えるために特別企画があった。    |
| 第21回     | 2009年12月25日 | 秋葉原のメリークリスマス                                 | 畑健二郎（原作者）       | 閉店後のアニメイト秋葉原店で収録された。                       |
| 新年特別号 | 2010年1月8日   | 初笑い!混ぜるな危険SP                                    | -                        | 配信期間は2010年1月15日の12:00までの期間限定配信。             |
| 第22回     | 2010年1月15日  | お正月といえばかるたと一万二千年前から決まっているのだよ | -                        | 番組からお年玉?の特典写真                                      |
| 第23回     | 2010年1月29日  | 亡い女を想うと書いて、妄想ですから                       | 矢作紗友里（瀬川泉役）   | 妄想女王の一番弟子である矢作が色々な状況で妄想する。           |
| 第24回     | 2010年2月12日  | チョコレート革命前夜                                     | 生天目仁美（桂雪路役）   | 伊藤は板チョコを溶かして次回までに持ってくるとのこと。         |
| 第25回     | 2010年2月26日  | 収録の朝、午前三時                                       | -                        | 手作りの生チョコの上にコーヒー豆をつぶしたものをふりかけたもの |
| 第26回     | 2010年3月12日  | 大好きなんてありがとう!                                  | -                        | OGの現在の記録                                                 |
| 第27回     | 2010年3月26日  | 執事と生徒会長のラジオですから                           | -                        | 卒業SPのおさらいクイズをやる。2010年4月30日12時00分まで。      |